# Matsuo Sugano
Matsuo Sugano (菅野松男?, Sugano Matsuo; 1939) è un astronomo giapponese.
Fa parte della Variable Star Observers League in Japan col codice Sgm .

## Scoperte
Matsuo Sugano ha scoperto o coscoperto quattro asteroidi, tre nove, una cometa, una supernova e una variabile. Scoperte in ordine cronologico:
| Tipo di oggetto                 | Denominazione                     | Anno della scoperta | Fonti       | Coscopritori                          |
| ------------------------------- | --------------------------------- | ------------------- | ----------- | ------------------------------------- |
| stella variabile (tipo EX Lupi) | V1143 Ori                         | 1983                | [ 2 ] [ 3 ] | -                                     |
| cometa                          | C/1983 J1 Sugano-Saigusa-Fujikawa | 1983                | [ 4 ]       | Yoshikazu Saigusa, Shigehisa Fujikawa |
| nova                            | V827 Her                          | 1987                | [ 5 ]       | Minoru Honda                          |
| asteroide                       | 14873 Shoyo                       | 1990                | [ 6 ]       | Koyo Kawanishi                        |
| nova                            | V838 Her                          | 1991                | [ 7 ]       | George Eric Deacon Alcock             |
| asteroide                       | 6559 Nomura                       | 1991                | [ 8 ]       | Koyo Kawanishi                        |
| asteroide                       | 5881 Akashi                       | 1992                | [ 9 ]       | Toshiro Nomura                        |
| nova                            | V4327 Sgr                         | 1993                | [ 10 ]      | William Liller                        |
| asteroide                       | 8892 Kakogawa                     | 1994                | [ 11 ]      | Toshiro Nomura                        |
| supernova                       | 2013am                            | 2013                | [ 12 ]      | -                                     |

## Riconoscimenti
L'asteroide 5872 Sugano prende il nome da lui , l'asteroide 6155 Yokosugano è stato dedicato a sua moglie Yōko Sugano .